# Thiotrichaceae

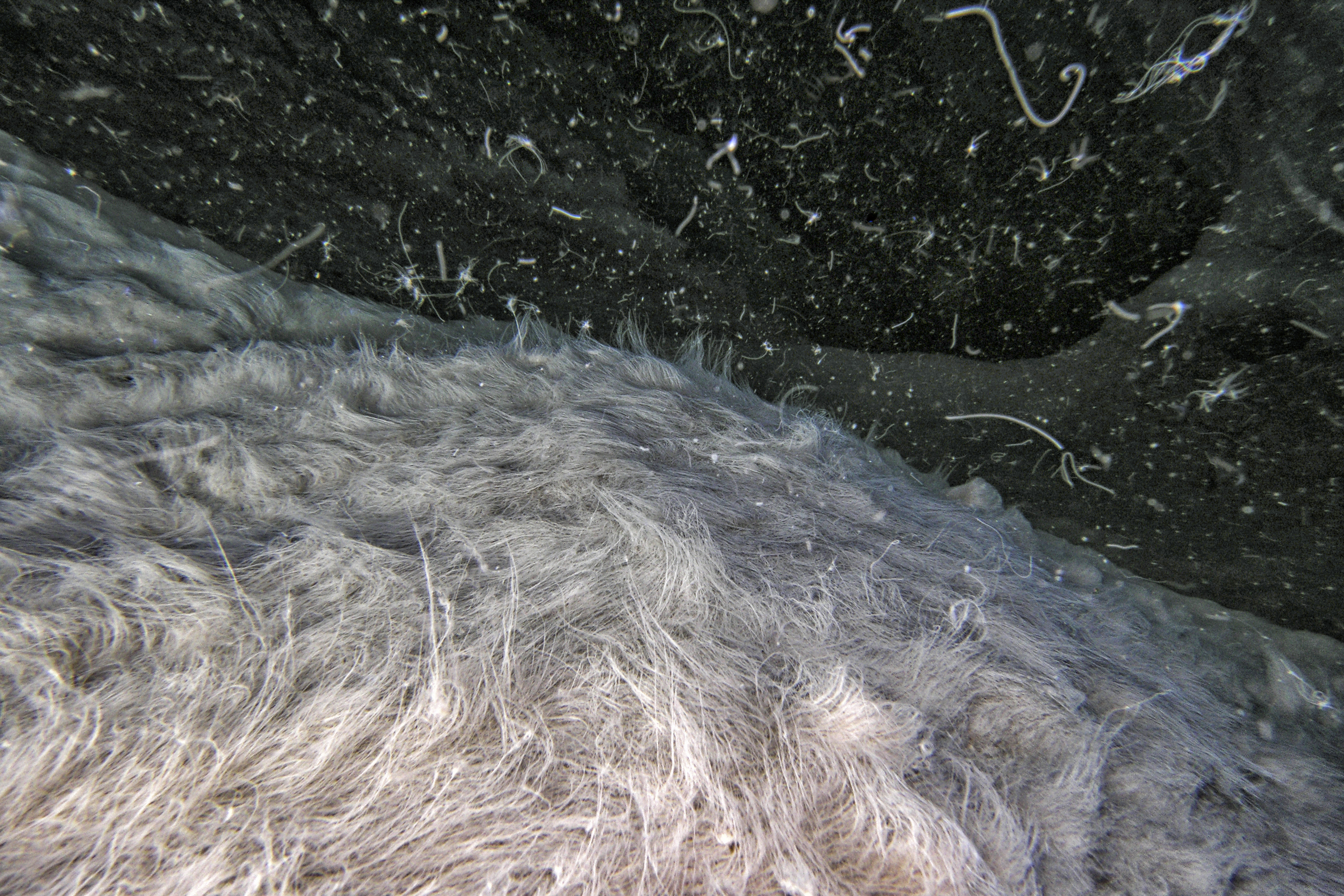
Beggiatoa-artige Filamente in der Unterwasserhöhle „Grotta sulfurea“, Capo Palinuro, Salerno (Italien). Die Fäden dieser ähneln größtenteils Beggiatoa, Thiothrix; sowie Flexibacter (FCB-Gruppe: Bacteroidetes).

Die Thiotrichaceae sind eine Familie der Gammaproteobakterien-Ordnung Thiotrichales, zu der (mit Stand April 2022) auch die Gattung Thiomargarita mit den größten bekannten Bakterien gehört, sowie die Typusgattung Thiothrix und die Gattung Thiospira. Einige Arten sind lediglich gleitend beweglich; die Gattung Thiospira ist jedoch mit Hilfe von Geißeln frei beweglich (motil).
Der Umfang der Familie wird derzeit (Stand April 2022) noch stark diskutiert.
Insbesondere sehen manche Autoren im Taxon Beggiatoaceae (mit der Gattung Beggiatoa) ein Synonym für Thiotrichaceae, manche bezeichnen damit eine Schwesterfamilie innerhalb der gemeinsamen Ordnung (mit Beggiatoa als Typusgattung). Teilweise wird die Familie Beggiatoaceae auch in einer eigenen Ordnung Beggiatoales der Gammaproteobakterien verortet, beide Familien sind dann die einzigen in ihrer jeweiligen Ordnung.
In Diskussion ist auch die Zuordnung der Gattungen Thiofilum und Thiolinea in eigene  Thiotrichales-Familien Thiofilaceae und Thiolinaceae (s. u.).
Die GTDB synonymisiert im Unterschied zu LPSN und NCBI diese mit den Thiotrichaceae.

## Systematik
Molekulargenetischen Untersuchungen zufolge ist Thiomargarita eng verwandt mit der Gattung Thioploca, die vor den Küsten Perus und Chiles (Spezies Thioploca chileae und Thioploca araucae, spanisch Bahía de Concepción, englisch Bay of Concepción) ähnliche ökologische Nischen ausfüllt, sowie der Gattung Beggiatoa. Dabei erschien 2005 Thiomargarita ebenso wie Thioploca ingrica innerhalb der Gattung Beggiatoa (in ihrem überkommenen Umfang) positioniert. Andere Untersuchungen sehen auch noch Thioploca araucae und Thioploca chileae als Teil einer Schwestergruppe von Thiomargarita.
Die Gattung Beggiatoa in ihrem herkömmlichen Umfang erwies sich also als nicht monophyletisch.
Innerhalb der Familie Thiotrichaceae zeichneten sich zwei Hauptkladen ab, die eine mit Thiomargarita und den ersten Teil (I) von Beggiatoa, die andere mit dem restlichen Teil (II) von Beggiatoa.
Darauf folgende Untersuchungen führten zum Vorschlag weiterer Gattungen, was mit einer weiteren Aufspaltung der Gattung Beggiatoa in ihrem herkömmlichen Umfang einherging. Es wurde daher vorgeschlagen, diese Gattung aufzuspalten, mit einer ganze Reihe von Abkömmlingen (Isobeggiatoa, Maribeggiatoa, Parabeggiatoa, Allobeggiatoa) neben der eigentlichen Gattung Beggiatoa sensu stricto.
Ebenfalls unterschiedlich bewertet wird der Umfang der Familie Thiotrichaceae.
Die unten angegebene Mitgliedsliste umfasst (mit Stand 5. Mai 2022) Gattungen, die in mindestens einer der folgenden Quellen zu dieser Familie gehören:
G – Genome Taxonomy Database (GTDB)
L – List of Prokaryotic names with Standing in Nomenclature (LPSN)
N – National Center for Biotechnology Information Taxonomy Browser (NCBI)
W – World Register of Marine Species (WoRMS).
Ausgewiesen sind alle Familien die in mindestens einer dieser Quellen aus der Familie Thiotrichaceae ausgegliedert wurden.
Die jeweiligen Typusgattungen (nach LPSN) sind fett wiedergegeben.
Von den Kandidaten und Mitgliedern ohne offizielle Bezeichnung ist jeweils nur eine Auswahl angegeben.
Klasse Gammaproteobacteria
- Ordnung Thiotrichales

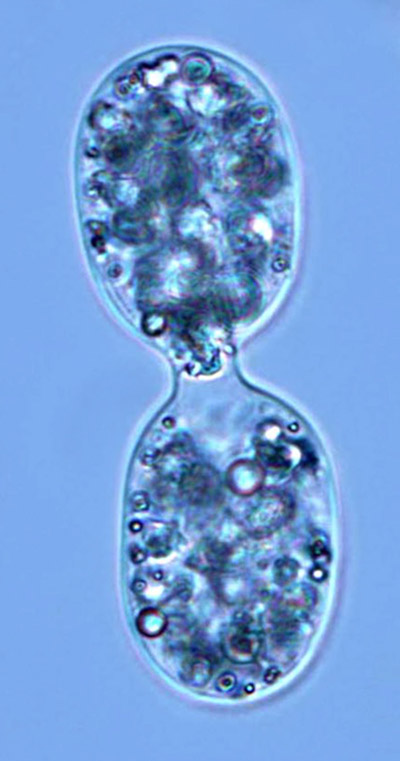
Achromatium sp., sich teilend.

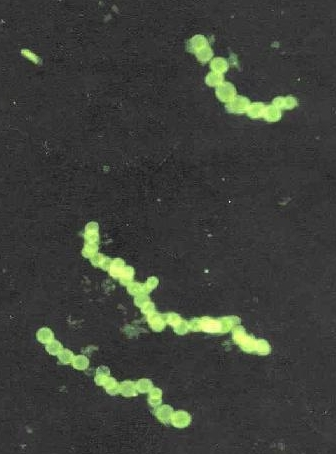
Thiomargarita namibiensis

- Familie: Thiotrichaceae Garrity et al., 2005 (bzw. ungültig Pringsheim 1949), Synonyme: Leucotrichaceae, Achromatiaceae
– nach NCBI (und WoRMS) auch Beggiatoaceae
  - Gattung Thiothrix Winogradsky 1888 … emend. Howarth et al. 1999 (G,L,N,W)
  - Gattung Achromatium Schewiakoff 1893 (L,N,W)
  - Gattung Cocleimonas Tanaka et al. 2011 (G,L,N), mit Cocleimonas flava
  - Gattung Leucothrix Oersted 1844 (Approved Lists 1980) emend. Zhang et al. 2015 (G,L,N), Schreibvariante Ørsted (W), synonym: Pontothrix Nadson & Krasil'nikov 1932
  - Gattung Thiobacterium (ex Janke 1924) La Riviere & Kuenen 1989 (L,N), synonym: Thiodendron Lackey & Lackey 1961, mit Thiobacterium bovistum
  - Gattung Ca. Thiolava Danovaro et al. 2017 (L), mit Thiolava veneris (!N)
  - Gattung Thiomargarita Schulz et al. 1999 (L,N) bzw. Thiomargarita Schulz, Brinkhoff, Ferdelman, Marine, Teske & Jorgensen, 1999 (W)
  - Gattung Thioploca Lauterborn 1907 (L,N,W)
  - Gattung Thiospira Visloukh 1914 (L,N), synonym Sulfospirillum Kluyver & van Niel 1936, mit Thiospira winogradskyi
  - Gattung Ca. Venteria Fonseca et al. 2017 (L), mit Venteria ishoeyi alias Venteria ishoeyensis oder Thiotrichales bacterium HS_08 (N) – der NCBI-Eintrag Venteria marina (FCB-Gruppe;Bacteroidetes) ist ungültig.
  - Gattung Ca. Halobeggiatoa Hinck 2009 (N)
  - Kandidatenspezies ohne Gattungszuweisung
    - Thiotrichaceae bacterium KB-A (N)
    - Uncultured bacterium clone CF-25 (N)

- Familie Thiofilaceae Boden & Scott 2018 (L,N)
– nach GTDB innerhalb der Familie Thiotrichaceae (d. h. ein Synonym von Thiotrichaceae)
  - Gattung Thiofilum Boden & Scott 2018, mit Thiofilum flexile (G,L,N) – früher zur Gattung Thiothrix

- Familie Thiolinaceae Boden & Scott 2018 (L,N)
– nach GTDB innerhalb der Familie Thiotrichaceae (d. h. ein Synonym von Thiotrichaceae)
  - Gattung Thiolinea Boden & Scott 2018, mit Thiolinea disciformis (G,L,N) – früher zur Gattung Thiothrix

- Ordnung Beggiatoales (G) – alle anderen angegebenen Quellen klassifizieren deren Mitglieder zu Ordnung Thiotrichales

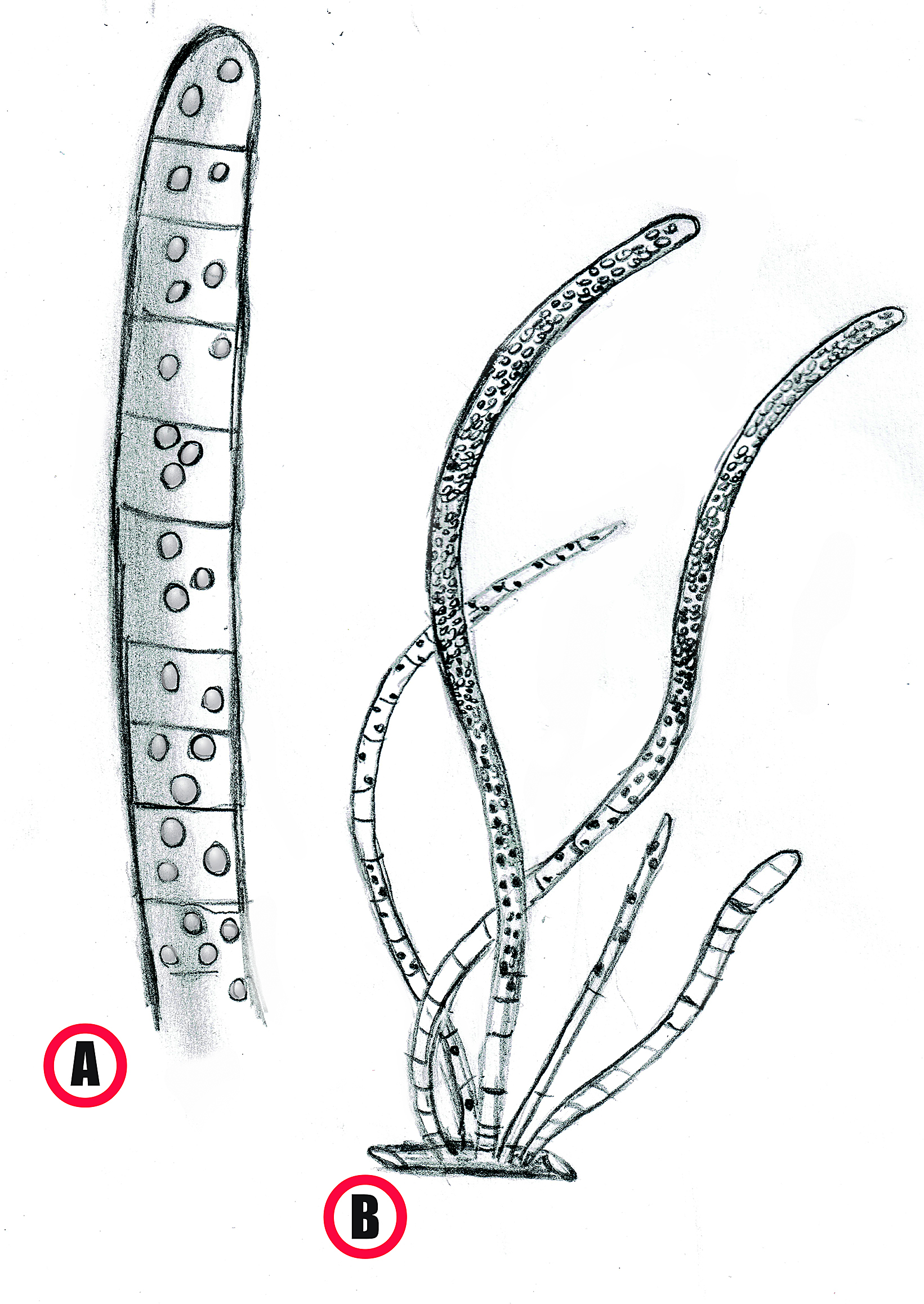
Beggiatoa alba

-  Beggiatoaceae Migula 1894 (G,L)
– nach NCBI ein Synonym von Thiotrichaceae in der Ordnung Thiotrichales
  - Gattung Beggiatoa V.B.A. Trevisan 1842/1845 (G,L,N,W)
  - Gattung Candidatus Allobeggiatoa Hinck et al. 2011 (L,N), mit Allobeggiatoa halophila, EU919200
  - Gattung Ca. Isobeggiatoa Salman et al. 2011 (L,N), mit Isobeggiatoa divolgata, AF532769
  - Gattung Ca. Maribeggiatoa Salman et al. 2011 (L,N), mit Maribeggiatoa vulgaris, AF064543 PRJNA19285
  - Gattung Ca. Parabeggiatoa Salman et al. 2011 (L,N), mit Parabeggiatoa communis, AF532773
  - Gattung Conidiothrix Benecke ex Petersen 1921 (L), mit Conidiothrix sulphurea
  - Gattung Ca. Marithioploca Salman et al. 2011 (L,N), mit Marithioploca araucae
  - Gattung Ca. Marithrix Salman et al. 2011 (G,L,N), mit Marithrix sessilis, dazu Stamm WP (White Point vacuolate attached filament), AY496953
  - Gattung Thioflexithrix Gureeva et al. 2019 (L), synonym Thioflexothrix (G), mit Thioflexithrix psekupsensis (N:incertae sedis) alias Thioflexothrix psekupsii (G)
  - Gattung Thiomargarita (G)
  - Gattung Thionema Kolkwitz 1938 (L), mit Thionema vaginatum
  - Gattung Thiophysa Hinze 1903 (L), mit Thiophysa hinzei, FR690986
  - Gattung Thioploca (G)
  - Gattung Ca. Thiopilula Salman et al. 2011 (L,N), mit Thiopilula aggregata, FR690973
  - Gattung Thiospirillopsis Uphof 1927 (L), mit Thiospirillopsis floridana
  - Gattung UBA10656, mit Spezies UBA10656 sp003645185, dazu Stamm B5_G6 und Spezies UBA10656 sp002085445 alias Beggiatoa sp. 4572_84 (G)

Die GTDB ordnet die Gattungen Thiomargarita und Thioploca abweichend von der LPSN nicht den Thiotrichaceae zu, sondern den Beggiatoaceae.
Zur Stellung der Gattung Halobeggiatoa sowie der beiden Spezies Thiotrichaceae bacterium KB-A und Uncultured bacterium clone CF-25 (alle nur bei NCBI dokumentiert) siehe Anmerkung nach dem folgenden Kladogramm.
Verschiebungen:
- Gattung Macromonas ⇒ Comamonadaceae (L,N,W) bzw. Burkholderiaceae (G), Ordnung Burkholderiales (Betaproteobacteria)

### Kladogramm
Das hier angegebene Kladogramm folgt und Winkel et al. (2016) und Bailey et al. (2011), die beiden Hauptzweige enthalten u. a. die bei Kalanetra et al. (2005) als Beggiatoa (I) respektive (II) identifizierten Vertreter (mit Genbank-Zugriffsnummern):
|  | \| \| Thiomargarita sp. clone SBC11, AY632420 (Golf von Mexiko)[26] \| \| \| \| \| \| Ca. Thiomargarita nelsonii, FR690931,FR690927,KU747080,FR690958,Ga0063879 \| \| \| \| |
|  | |
|  | Thiomargarita namibiensis, AF129012,FR690896,FR690916,FN811663 |
|  | |
|  | Thiomargarita sp. clone SBC11, AY632420 (Golf von Mexiko) |
|  | |
|  | Ca. Thiomargarita nelsonii, FR690931,FR690927,KU747080,FR690958,Ga0063879                                                                                                   |
|  | |

|  | Thiomargarita sp. clone SBC11, AY632420 (Golf von Mexiko)                 |
|  |                                                                           |
|  | Ca. Thiomargarita nelsonii, FR690931,FR690927,KU747080,FR690958,Ga0063879 |
|  |                                                                           |

|  | Thioploca ingrica, L40998 (Randersfjord, Dänemark) |
|  |                                                    |
|  | Ca. Isobeggiatoa divolgata, AF532769               |
|  |                                                    |

|  | Ca. Maribeggiatoa vulgaris, AF064543 |
|  | |
|  | Ca. Maribeggiatoa sp. 'Orange Guaymas', PRJNA19285 (alias Beggiatoa sp. 'Orange Guaymas', Filamentous hydrothermal vent bacterium, Guaymas-Becken) |
|  | |

|  | Thioploca ingrica, L40998 (Randersfjord, Dänemark) |
|  |                                                    |
|  | Ca. Isobeggiatoa divolgata, AF532769               |
|  |                                                    |

|  | Ca. Maribeggiatoa vulgaris, AF064543 |
|  | |
|  | Ca. Maribeggiatoa sp. 'Orange Guaymas', PRJNA19285 (alias Beggiatoa sp. 'Orange Guaymas', Filamentous hydrothermal vent bacterium, Guaymas-Becken) |
|  | |

|  | \| \| Thiomargarita sp. clone SBC11, AY632420 (Golf von Mexiko)[26] \| \| \| \| \| \| Ca. Thiomargarita nelsonii, FR690931,FR690927,KU747080,FR690958,Ga0063879 \| \| \| \| |
|  | |
|  | Thiomargarita namibiensis, AF129012,FR690896,FR690916,FN811663 |
|  | |
|  | Thiomargarita sp. clone SBC11, AY632420 (Golf von Mexiko) |
|  | |
|  | Ca. Thiomargarita nelsonii, FR690931,FR690927,KU747080,FR690958,Ga0063879                                                                                                   |
|  | |

|  | Thiomargarita sp. clone SBC11, AY632420 (Golf von Mexiko)                 |
|  |                                                                           |
|  | Ca. Thiomargarita nelsonii, FR690931,FR690927,KU747080,FR690958,Ga0063879 |
|  |                                                                           |

|  | Thioploca ingrica, L40998 (Randersfjord, Dänemark) |
|  |                                                    |
|  | Ca. Isobeggiatoa divolgata, AF532769               |
|  |                                                    |

|  | Ca. Maribeggiatoa vulgaris, AF064543 |
|  | |
|  | Ca. Maribeggiatoa sp. 'Orange Guaymas', PRJNA19285 (alias Beggiatoa sp. 'Orange Guaymas', Filamentous hydrothermal vent bacterium, Guaymas-Becken) |
|  | |

|  | Thioploca ingrica, L40998 (Randersfjord, Dänemark) |
|  |                                                    |
|  | Ca. Isobeggiatoa divolgata, AF532769               |
|  |                                                    |

|  | Ca. Maribeggiatoa vulgaris, AF064543 |
|  | |
|  | Ca. Maribeggiatoa sp. 'Orange Guaymas', PRJNA19285 (alias Beggiatoa sp. 'Orange Guaymas', Filamentous hydrothermal vent bacterium, Guaymas-Becken) |
|  | |

|  | Ca. Thiopilula aggregata, FR690973 |
|  |                                    |
|  | Ca. Thiophysa hinzei, FR690986     |
|  |                                    |

|  | \| \| Thiomargarita sp. clone SBC11, AY632420 (Golf von Mexiko)[26] \| \| \| \| \| \| Ca. Thiomargarita nelsonii, FR690931,FR690927,KU747080,FR690958,Ga0063879 \| \| \| \| |
|  | |
|  | Thiomargarita namibiensis, AF129012,FR690896,FR690916,FN811663 |
|  | |
|  | Thiomargarita sp. clone SBC11, AY632420 (Golf von Mexiko) |
|  | |
|  | Ca. Thiomargarita nelsonii, FR690931,FR690927,KU747080,FR690958,Ga0063879                                                                                                   |
|  | |

|  | Thiomargarita sp. clone SBC11, AY632420 (Golf von Mexiko)                 |
|  |                                                                           |
|  | Ca. Thiomargarita nelsonii, FR690931,FR690927,KU747080,FR690958,Ga0063879 |
|  |                                                                           |

|  | Thioploca ingrica, L40998 (Randersfjord, Dänemark) |
|  |                                                    |
|  | Ca. Isobeggiatoa divolgata, AF532769               |
|  |                                                    |

|  | Ca. Maribeggiatoa vulgaris, AF064543 |
|  | |
|  | Ca. Maribeggiatoa sp. 'Orange Guaymas', PRJNA19285 (alias Beggiatoa sp. 'Orange Guaymas', Filamentous hydrothermal vent bacterium, Guaymas-Becken) |
|  | |

|  | Thioploca ingrica, L40998 (Randersfjord, Dänemark) |
|  |                                                    |
|  | Ca. Isobeggiatoa divolgata, AF532769               |
|  |                                                    |

|  | Ca. Maribeggiatoa vulgaris, AF064543 |
|  | |
|  | Ca. Maribeggiatoa sp. 'Orange Guaymas', PRJNA19285 (alias Beggiatoa sp. 'Orange Guaymas', Filamentous hydrothermal vent bacterium, Guaymas-Becken) |
|  | |

|  | \| \| Thiomargarita sp. clone SBC11, AY632420 (Golf von Mexiko)[26] \| \| \| \| \| \| Ca. Thiomargarita nelsonii, FR690931,FR690927,KU747080,FR690958,Ga0063879 \| \| \| \| |
|  | |
|  | Thiomargarita namibiensis, AF129012,FR690896,FR690916,FN811663 |
|  | |
|  | Thiomargarita sp. clone SBC11, AY632420 (Golf von Mexiko) |
|  | |
|  | Ca. Thiomargarita nelsonii, FR690931,FR690927,KU747080,FR690958,Ga0063879                                                                                                   |
|  | |

|  | Thiomargarita sp. clone SBC11, AY632420 (Golf von Mexiko)                 |
|  |                                                                           |
|  | Ca. Thiomargarita nelsonii, FR690931,FR690927,KU747080,FR690958,Ga0063879 |
|  |                                                                           |

|  | Thioploca ingrica, L40998 (Randersfjord, Dänemark) |
|  |                                                    |
|  | Ca. Isobeggiatoa divolgata, AF532769               |
|  |                                                    |

|  | Ca. Maribeggiatoa vulgaris, AF064543 |
|  | |
|  | Ca. Maribeggiatoa sp. 'Orange Guaymas', PRJNA19285 (alias Beggiatoa sp. 'Orange Guaymas', Filamentous hydrothermal vent bacterium, Guaymas-Becken) |
|  | |

|  | Thioploca ingrica, L40998 (Randersfjord, Dänemark) |
|  |                                                    |
|  | Ca. Isobeggiatoa divolgata, AF532769               |
|  |                                                    |

|  | Ca. Maribeggiatoa vulgaris, AF064543 |
|  | |
|  | Ca. Maribeggiatoa sp. 'Orange Guaymas', PRJNA19285 (alias Beggiatoa sp. 'Orange Guaymas', Filamentous hydrothermal vent bacterium, Guaymas-Becken) |
|  | |

|  | Ca. Thiopilula aggregata, FR690973 |
|  |                                    |
|  | Ca. Thiophysa hinzei, FR690986     |
|  |                                    |

|  | \| \| Thiomargarita sp. clone SBC11, AY632420 (Golf von Mexiko)[26] \| \| \| \| \| \| Ca. Thiomargarita nelsonii, FR690931,FR690927,KU747080,FR690958,Ga0063879 \| \| \| \| |
|  | |
|  | Thiomargarita namibiensis, AF129012,FR690896,FR690916,FN811663 |
|  | |
|  | Thiomargarita sp. clone SBC11, AY632420 (Golf von Mexiko) |
|  | |
|  | Ca. Thiomargarita nelsonii, FR690931,FR690927,KU747080,FR690958,Ga0063879                                                                                                   |
|  | |

|  | Thiomargarita sp. clone SBC11, AY632420 (Golf von Mexiko)                 |
|  |                                                                           |
|  | Ca. Thiomargarita nelsonii, FR690931,FR690927,KU747080,FR690958,Ga0063879 |
|  |                                                                           |

|  | Thioploca ingrica, L40998 (Randersfjord, Dänemark) |
|  |                                                    |
|  | Ca. Isobeggiatoa divolgata, AF532769               |
|  |                                                    |

|  | Ca. Maribeggiatoa vulgaris, AF064543 |
|  | |
|  | Ca. Maribeggiatoa sp. 'Orange Guaymas', PRJNA19285 (alias Beggiatoa sp. 'Orange Guaymas', Filamentous hydrothermal vent bacterium, Guaymas-Becken) |
|  | |

|  | Thioploca ingrica, L40998 (Randersfjord, Dänemark) |
|  |                                                    |
|  | Ca. Isobeggiatoa divolgata, AF532769               |
|  |                                                    |

|  | Ca. Maribeggiatoa vulgaris, AF064543 |
|  | |
|  | Ca. Maribeggiatoa sp. 'Orange Guaymas', PRJNA19285 (alias Beggiatoa sp. 'Orange Guaymas', Filamentous hydrothermal vent bacterium, Guaymas-Becken) |
|  | |

|  | \| \| Thiomargarita sp. clone SBC11, AY632420 (Golf von Mexiko)[26] \| \| \| \| \| \| Ca. Thiomargarita nelsonii, FR690931,FR690927,KU747080,FR690958,Ga0063879 \| \| \| \| |
|  | |
|  | Thiomargarita namibiensis, AF129012,FR690896,FR690916,FN811663 |
|  | |
|  | Thiomargarita sp. clone SBC11, AY632420 (Golf von Mexiko) |
|  | |
|  | Ca. Thiomargarita nelsonii, FR690931,FR690927,KU747080,FR690958,Ga0063879                                                                                                   |
|  | |

|  | Thiomargarita sp. clone SBC11, AY632420 (Golf von Mexiko)                 |
|  |                                                                           |
|  | Ca. Thiomargarita nelsonii, FR690931,FR690927,KU747080,FR690958,Ga0063879 |
|  |                                                                           |

|  | Thioploca ingrica, L40998 (Randersfjord, Dänemark) |
|  |                                                    |
|  | Ca. Isobeggiatoa divolgata, AF532769               |
|  |                                                    |

|  | Ca. Maribeggiatoa vulgaris, AF064543 |
|  | |
|  | Ca. Maribeggiatoa sp. 'Orange Guaymas', PRJNA19285 (alias Beggiatoa sp. 'Orange Guaymas', Filamentous hydrothermal vent bacterium, Guaymas-Becken) |
|  | |

|  | Thioploca ingrica, L40998 (Randersfjord, Dänemark) |
|  |                                                    |
|  | Ca. Isobeggiatoa divolgata, AF532769               |
|  |                                                    |

|  | Ca. Maribeggiatoa vulgaris, AF064543 |
|  | |
|  | Ca. Maribeggiatoa sp. 'Orange Guaymas', PRJNA19285 (alias Beggiatoa sp. 'Orange Guaymas', Filamentous hydrothermal vent bacterium, Guaymas-Becken) |
|  | |

|  | Ca. Thiopilula aggregata, FR690973 |
|  |                                    |
|  | Ca. Thiophysa hinzei, FR690986     |
|  |                                    |

|  | \| \| Thiomargarita sp. clone SBC11, AY632420 (Golf von Mexiko)[26] \| \| \| \| \| \| Ca. Thiomargarita nelsonii, FR690931,FR690927,KU747080,FR690958,Ga0063879 \| \| \| \| |
|  | |
|  | Thiomargarita namibiensis, AF129012,FR690896,FR690916,FN811663 |
|  | |
|  | Thiomargarita sp. clone SBC11, AY632420 (Golf von Mexiko) |
|  | |
|  | Ca. Thiomargarita nelsonii, FR690931,FR690927,KU747080,FR690958,Ga0063879                                                                                                   |
|  | |

|  | Thiomargarita sp. clone SBC11, AY632420 (Golf von Mexiko)                 |
|  |                                                                           |
|  | Ca. Thiomargarita nelsonii, FR690931,FR690927,KU747080,FR690958,Ga0063879 |
|  |                                                                           |

|  | Thioploca ingrica, L40998 (Randersfjord, Dänemark) |
|  |                                                    |
|  | Ca. Isobeggiatoa divolgata, AF532769               |
|  |                                                    |

|  | Ca. Maribeggiatoa vulgaris, AF064543 |
|  | |
|  | Ca. Maribeggiatoa sp. 'Orange Guaymas', PRJNA19285 (alias Beggiatoa sp. 'Orange Guaymas', Filamentous hydrothermal vent bacterium, Guaymas-Becken) |
|  | |

|  | Thioploca ingrica, L40998 (Randersfjord, Dänemark) |
|  |                                                    |
|  | Ca. Isobeggiatoa divolgata, AF532769               |
|  |                                                    |

|  | Ca. Maribeggiatoa vulgaris, AF064543 |
|  | |
|  | Ca. Maribeggiatoa sp. 'Orange Guaymas', PRJNA19285 (alias Beggiatoa sp. 'Orange Guaymas', Filamentous hydrothermal vent bacterium, Guaymas-Becken) |
|  | |

|  | \| \| Thiomargarita sp. clone SBC11, AY632420 (Golf von Mexiko)[26] \| \| \| \| \| \| Ca. Thiomargarita nelsonii, FR690931,FR690927,KU747080,FR690958,Ga0063879 \| \| \| \| |
|  | |
|  | Thiomargarita namibiensis, AF129012,FR690896,FR690916,FN811663 |
|  | |
|  | Thiomargarita sp. clone SBC11, AY632420 (Golf von Mexiko) |
|  | |
|  | Ca. Thiomargarita nelsonii, FR690931,FR690927,KU747080,FR690958,Ga0063879                                                                                                   |
|  | |

|  | Thiomargarita sp. clone SBC11, AY632420 (Golf von Mexiko)                 |
|  |                                                                           |
|  | Ca. Thiomargarita nelsonii, FR690931,FR690927,KU747080,FR690958,Ga0063879 |
|  |                                                                           |

|  | Thioploca ingrica, L40998 (Randersfjord, Dänemark) |
|  |                                                    |
|  | Ca. Isobeggiatoa divolgata, AF532769               |
|  |                                                    |

|  | Ca. Maribeggiatoa vulgaris, AF064543 |
|  | |
|  | Ca. Maribeggiatoa sp. 'Orange Guaymas', PRJNA19285 (alias Beggiatoa sp. 'Orange Guaymas', Filamentous hydrothermal vent bacterium, Guaymas-Becken) |
|  | |

|  | Thioploca ingrica, L40998 (Randersfjord, Dänemark) |
|  |                                                    |
|  | Ca. Isobeggiatoa divolgata, AF532769               |
|  |                                                    |

|  | Ca. Maribeggiatoa vulgaris, AF064543 |
|  | |
|  | Ca. Maribeggiatoa sp. 'Orange Guaymas', PRJNA19285 (alias Beggiatoa sp. 'Orange Guaymas', Filamentous hydrothermal vent bacterium, Guaymas-Becken) |
|  | |

|  | Ca. Thiopilula aggregata, FR690973 |
|  |                                    |
|  | Ca. Thiophysa hinzei, FR690986     |
|  |                                    |

|  | \| \| Thiomargarita sp. clone SBC11, AY632420 (Golf von Mexiko)[26] \| \| \| \| \| \| Ca. Thiomargarita nelsonii, FR690931,FR690927,KU747080,FR690958,Ga0063879 \| \| \| \| |
|  | |
|  | Thiomargarita namibiensis, AF129012,FR690896,FR690916,FN811663 |
|  | |
|  | Thiomargarita sp. clone SBC11, AY632420 (Golf von Mexiko) |
|  | |
|  | Ca. Thiomargarita nelsonii, FR690931,FR690927,KU747080,FR690958,Ga0063879                                                                                                   |
|  | |

|  | Thiomargarita sp. clone SBC11, AY632420 (Golf von Mexiko)                 |
|  |                                                                           |
|  | Ca. Thiomargarita nelsonii, FR690931,FR690927,KU747080,FR690958,Ga0063879 |
|  |                                                                           |

|  | Thioploca ingrica, L40998 (Randersfjord, Dänemark) |
|  |                                                    |
|  | Ca. Isobeggiatoa divolgata, AF532769               |
|  |                                                    |

|  | Ca. Maribeggiatoa vulgaris, AF064543 |
|  | |
|  | Ca. Maribeggiatoa sp. 'Orange Guaymas', PRJNA19285 (alias Beggiatoa sp. 'Orange Guaymas', Filamentous hydrothermal vent bacterium, Guaymas-Becken) |
|  | |

|  | Thioploca ingrica, L40998 (Randersfjord, Dänemark) |
|  |                                                    |
|  | Ca. Isobeggiatoa divolgata, AF532769               |
|  |                                                    |

|  | Ca. Maribeggiatoa vulgaris, AF064543 |
|  | |
|  | Ca. Maribeggiatoa sp. 'Orange Guaymas', PRJNA19285 (alias Beggiatoa sp. 'Orange Guaymas', Filamentous hydrothermal vent bacterium, Guaymas-Becken) |
|  | |

|  | \| \| Thiomargarita sp. clone SBC11, AY632420 (Golf von Mexiko)[26] \| \| \| \| \| \| Ca. Thiomargarita nelsonii, FR690931,FR690927,KU747080,FR690958,Ga0063879 \| \| \| \| |
|  | |
|  | Thiomargarita namibiensis, AF129012,FR690896,FR690916,FN811663 |
|  | |
|  | Thiomargarita sp. clone SBC11, AY632420 (Golf von Mexiko) |
|  | |
|  | Ca. Thiomargarita nelsonii, FR690931,FR690927,KU747080,FR690958,Ga0063879                                                                                                   |
|  | |

|  | Thiomargarita sp. clone SBC11, AY632420 (Golf von Mexiko)                 |
|  |                                                                           |
|  | Ca. Thiomargarita nelsonii, FR690931,FR690927,KU747080,FR690958,Ga0063879 |
|  |                                                                           |

|  | Thioploca ingrica, L40998 (Randersfjord, Dänemark) |
|  |                                                    |
|  | Ca. Isobeggiatoa divolgata, AF532769               |
|  |                                                    |

|  | Ca. Maribeggiatoa vulgaris, AF064543 |
|  | |
|  | Ca. Maribeggiatoa sp. 'Orange Guaymas', PRJNA19285 (alias Beggiatoa sp. 'Orange Guaymas', Filamentous hydrothermal vent bacterium, Guaymas-Becken) |
|  | |

|  | Thioploca ingrica, L40998 (Randersfjord, Dänemark) |
|  |                                                    |
|  | Ca. Isobeggiatoa divolgata, AF532769               |
|  |                                                    |

|  | Ca. Maribeggiatoa vulgaris, AF064543 |
|  | |
|  | Ca. Maribeggiatoa sp. 'Orange Guaymas', PRJNA19285 (alias Beggiatoa sp. 'Orange Guaymas', Filamentous hydrothermal vent bacterium, Guaymas-Becken) |
|  | |

|  | Ca. Thiopilula aggregata, FR690973 |
|  |                                    |
|  | Ca. Thiophysa hinzei, FR690986     |
|  |                                    |

|  | \| \| Thiomargarita sp. clone SBC11, AY632420 (Golf von Mexiko)[26] \| \| \| \| \| \| Ca. Thiomargarita nelsonii, FR690931,FR690927,KU747080,FR690958,Ga0063879 \| \| \| \| |
|  | |
|  | Thiomargarita namibiensis, AF129012,FR690896,FR690916,FN811663 |
|  | |
|  | Thiomargarita sp. clone SBC11, AY632420 (Golf von Mexiko) |
|  | |
|  | Ca. Thiomargarita nelsonii, FR690931,FR690927,KU747080,FR690958,Ga0063879                                                                                                   |
|  | |

|  | Thiomargarita sp. clone SBC11, AY632420 (Golf von Mexiko)                 |
|  |                                                                           |
|  | Ca. Thiomargarita nelsonii, FR690931,FR690927,KU747080,FR690958,Ga0063879 |
|  |                                                                           |

|  | Thioploca ingrica, L40998 (Randersfjord, Dänemark) |
|  |                                                    |
|  | Ca. Isobeggiatoa divolgata, AF532769               |
|  |                                                    |

|  | Ca. Maribeggiatoa vulgaris, AF064543 |
|  | |
|  | Ca. Maribeggiatoa sp. 'Orange Guaymas', PRJNA19285 (alias Beggiatoa sp. 'Orange Guaymas', Filamentous hydrothermal vent bacterium, Guaymas-Becken) |
|  | |

|  | Thioploca ingrica, L40998 (Randersfjord, Dänemark) |
|  |                                                    |
|  | Ca. Isobeggiatoa divolgata, AF532769               |
|  |                                                    |

|  | Ca. Maribeggiatoa vulgaris, AF064543 |
|  | |
|  | Ca. Maribeggiatoa sp. 'Orange Guaymas', PRJNA19285 (alias Beggiatoa sp. 'Orange Guaymas', Filamentous hydrothermal vent bacterium, Guaymas-Becken) |
|  | |

|  | \| \| Thiomargarita sp. clone SBC11, AY632420 (Golf von Mexiko)[26] \| \| \| \| \| \| Ca. Thiomargarita nelsonii, FR690931,FR690927,KU747080,FR690958,Ga0063879 \| \| \| \| |
|  | |
|  | Thiomargarita namibiensis, AF129012,FR690896,FR690916,FN811663 |
|  | |
|  | Thiomargarita sp. clone SBC11, AY632420 (Golf von Mexiko) |
|  | |
|  | Ca. Thiomargarita nelsonii, FR690931,FR690927,KU747080,FR690958,Ga0063879                                                                                                   |
|  | |

|  | Thiomargarita sp. clone SBC11, AY632420 (Golf von Mexiko)                 |
|  |                                                                           |
|  | Ca. Thiomargarita nelsonii, FR690931,FR690927,KU747080,FR690958,Ga0063879 |
|  |                                                                           |

|  | Thioploca ingrica, L40998 (Randersfjord, Dänemark) |
|  |                                                    |
|  | Ca. Isobeggiatoa divolgata, AF532769               |
|  |                                                    |

|  | Ca. Maribeggiatoa vulgaris, AF064543 |
|  | |
|  | Ca. Maribeggiatoa sp. 'Orange Guaymas', PRJNA19285 (alias Beggiatoa sp. 'Orange Guaymas', Filamentous hydrothermal vent bacterium, Guaymas-Becken) |
|  | |

|  | Thioploca ingrica, L40998 (Randersfjord, Dänemark) |
|  |                                                    |
|  | Ca. Isobeggiatoa divolgata, AF532769               |
|  |                                                    |

|  | Ca. Maribeggiatoa vulgaris, AF064543 |
|  | |
|  | Ca. Maribeggiatoa sp. 'Orange Guaymas', PRJNA19285 (alias Beggiatoa sp. 'Orange Guaymas', Filamentous hydrothermal vent bacterium, Guaymas-Becken) |
|  | |

|  | Ca. Thiopilula aggregata, FR690973 |
|  |                                    |
|  | Ca. Thiophysa hinzei, FR690986     |
|  |                                    |

|  | \| \| Thiomargarita sp. clone SBC11, AY632420 (Golf von Mexiko)[26] \| \| \| \| \| \| Ca. Thiomargarita nelsonii, FR690931,FR690927,KU747080,FR690958,Ga0063879 \| \| \| \| |
|  | |
|  | Thiomargarita namibiensis, AF129012,FR690896,FR690916,FN811663 |
|  | |
|  | Thiomargarita sp. clone SBC11, AY632420 (Golf von Mexiko) |
|  | |
|  | Ca. Thiomargarita nelsonii, FR690931,FR690927,KU747080,FR690958,Ga0063879                                                                                                   |
|  | |

|  | Thiomargarita sp. clone SBC11, AY632420 (Golf von Mexiko)                 |
|  |                                                                           |
|  | Ca. Thiomargarita nelsonii, FR690931,FR690927,KU747080,FR690958,Ga0063879 |
|  |                                                                           |

|  | Thioploca ingrica, L40998 (Randersfjord, Dänemark) |
|  |                                                    |
|  | Ca. Isobeggiatoa divolgata, AF532769               |
|  |                                                    |

|  | Ca. Maribeggiatoa vulgaris, AF064543 |
|  | |
|  | Ca. Maribeggiatoa sp. 'Orange Guaymas', PRJNA19285 (alias Beggiatoa sp. 'Orange Guaymas', Filamentous hydrothermal vent bacterium, Guaymas-Becken) |
|  | |

|  | Thioploca ingrica, L40998 (Randersfjord, Dänemark) |
|  |                                                    |
|  | Ca. Isobeggiatoa divolgata, AF532769               |
|  |                                                    |

|  | Ca. Maribeggiatoa vulgaris, AF064543 |
|  | |
|  | Ca. Maribeggiatoa sp. 'Orange Guaymas', PRJNA19285 (alias Beggiatoa sp. 'Orange Guaymas', Filamentous hydrothermal vent bacterium, Guaymas-Becken) |
|  | |

|  | \| \| Thiomargarita sp. clone SBC11, AY632420 (Golf von Mexiko)[26] \| \| \| \| \| \| Ca. Thiomargarita nelsonii, FR690931,FR690927,KU747080,FR690958,Ga0063879 \| \| \| \| |
|  | |
|  | Thiomargarita namibiensis, AF129012,FR690896,FR690916,FN811663 |
|  | |
|  | Thiomargarita sp. clone SBC11, AY632420 (Golf von Mexiko) |
|  | |
|  | Ca. Thiomargarita nelsonii, FR690931,FR690927,KU747080,FR690958,Ga0063879                                                                                                   |
|  | |

|  | Thiomargarita sp. clone SBC11, AY632420 (Golf von Mexiko)                 |
|  |                                                                           |
|  | Ca. Thiomargarita nelsonii, FR690931,FR690927,KU747080,FR690958,Ga0063879 |
|  |                                                                           |

|  | Thioploca ingrica, L40998 (Randersfjord, Dänemark) |
|  |                                                    |
|  | Ca. Isobeggiatoa divolgata, AF532769               |
|  |                                                    |

|  | Ca. Maribeggiatoa vulgaris, AF064543 |
|  | |
|  | Ca. Maribeggiatoa sp. 'Orange Guaymas', PRJNA19285 (alias Beggiatoa sp. 'Orange Guaymas', Filamentous hydrothermal vent bacterium, Guaymas-Becken) |
|  | |

|  | Thioploca ingrica, L40998 (Randersfjord, Dänemark) |
|  |                                                    |
|  | Ca. Isobeggiatoa divolgata, AF532769               |
|  |                                                    |

|  | Ca. Maribeggiatoa vulgaris, AF064543 |
|  | |
|  | Ca. Maribeggiatoa sp. 'Orange Guaymas', PRJNA19285 (alias Beggiatoa sp. 'Orange Guaymas', Filamentous hydrothermal vent bacterium, Guaymas-Becken) |
|  | |

|  | Ca. Thiopilula aggregata, FR690973 |
|  |                                    |
|  | Ca. Thiophysa hinzei, FR690986     |
|  |                                    |

|  | \| \| Thiomargarita sp. clone SBC11, AY632420 (Golf von Mexiko)[26] \| \| \| \| \| \| Ca. Thiomargarita nelsonii, FR690931,FR690927,KU747080,FR690958,Ga0063879 \| \| \| \| |
|  | |
|  | Thiomargarita namibiensis, AF129012,FR690896,FR690916,FN811663 |
|  | |
|  | Thiomargarita sp. clone SBC11, AY632420 (Golf von Mexiko) |
|  | |
|  | Ca. Thiomargarita nelsonii, FR690931,FR690927,KU747080,FR690958,Ga0063879                                                                                                   |
|  | |

|  | Thiomargarita sp. clone SBC11, AY632420 (Golf von Mexiko)                 |
|  |                                                                           |
|  | Ca. Thiomargarita nelsonii, FR690931,FR690927,KU747080,FR690958,Ga0063879 |
|  |                                                                           |

|  | Thioploca ingrica, L40998 (Randersfjord, Dänemark) |
|  |                                                    |
|  | Ca. Isobeggiatoa divolgata, AF532769               |
|  |                                                    |

|  | Ca. Maribeggiatoa vulgaris, AF064543 |
|  | |
|  | Ca. Maribeggiatoa sp. 'Orange Guaymas', PRJNA19285 (alias Beggiatoa sp. 'Orange Guaymas', Filamentous hydrothermal vent bacterium, Guaymas-Becken) |
|  | |

|  | Thioploca ingrica, L40998 (Randersfjord, Dänemark) |
|  |                                                    |
|  | Ca. Isobeggiatoa divolgata, AF532769               |
|  |                                                    |

|  | Ca. Maribeggiatoa vulgaris, AF064543 |
|  | |
|  | Ca. Maribeggiatoa sp. 'Orange Guaymas', PRJNA19285 (alias Beggiatoa sp. 'Orange Guaymas', Filamentous hydrothermal vent bacterium, Guaymas-Becken) |
|  | |

|  | \| \| Thiomargarita sp. clone SBC11, AY632420 (Golf von Mexiko)[26] \| \| \| \| \| \| Ca. Thiomargarita nelsonii, FR690931,FR690927,KU747080,FR690958,Ga0063879 \| \| \| \| |
|  | |
|  | Thiomargarita namibiensis, AF129012,FR690896,FR690916,FN811663 |
|  | |
|  | Thiomargarita sp. clone SBC11, AY632420 (Golf von Mexiko) |
|  | |
|  | Ca. Thiomargarita nelsonii, FR690931,FR690927,KU747080,FR690958,Ga0063879                                                                                                   |
|  | |

|  | Thiomargarita sp. clone SBC11, AY632420 (Golf von Mexiko)                 |
|  |                                                                           |
|  | Ca. Thiomargarita nelsonii, FR690931,FR690927,KU747080,FR690958,Ga0063879 |
|  |                                                                           |

|  | Thioploca ingrica, L40998 (Randersfjord, Dänemark) |
|  |                                                    |
|  | Ca. Isobeggiatoa divolgata, AF532769               |
|  |                                                    |

|  | Ca. Maribeggiatoa vulgaris, AF064543 |
|  | |
|  | Ca. Maribeggiatoa sp. 'Orange Guaymas', PRJNA19285 (alias Beggiatoa sp. 'Orange Guaymas', Filamentous hydrothermal vent bacterium, Guaymas-Becken) |
|  | |

|  | Thioploca ingrica, L40998 (Randersfjord, Dänemark) |
|  |                                                    |
|  | Ca. Isobeggiatoa divolgata, AF532769               |
|  |                                                    |

|  | Ca. Maribeggiatoa vulgaris, AF064543 |
|  | |
|  | Ca. Maribeggiatoa sp. 'Orange Guaymas', PRJNA19285 (alias Beggiatoa sp. 'Orange Guaymas', Filamentous hydrothermal vent bacterium, Guaymas-Becken) |
|  | |

|  | Ca. Thiopilula aggregata, FR690973 |
|  |                                    |
|  | Ca. Thiophysa hinzei, FR690986     |
|  |                                    |

|                                                 | Beggiatoa s. , AF110275,AF110274,GA0068239_11187,GU117706 |
|                                                 |                                                           |
|                                                 | Ca. Allobeggiatoa halophila, EU919200                     |
|                                                 |                                                           |
|                                                 | Thiotrichaceae bacterium KB-A, FJ799356                   |
|                                                 |                                                           |
|                                                 | Uncultured bacterium clone CF-25, FJ535296                |
| Vorlage:Klade/Wartung/3 Vorlage:Klade/Wartung/4 |                                                           |

|  | \| \| Thiomargarita sp. clone SBC11, AY632420 (Golf von Mexiko)[26] \| \| \| \| \| \| Ca. Thiomargarita nelsonii, FR690931,FR690927,KU747080,FR690958,Ga0063879 \| \| \| \| |
|  | |
|  | Thiomargarita namibiensis, AF129012,FR690896,FR690916,FN811663 |
|  | |
|  | Thiomargarita sp. clone SBC11, AY632420 (Golf von Mexiko) |
|  | |
|  | Ca. Thiomargarita nelsonii, FR690931,FR690927,KU747080,FR690958,Ga0063879                                                                                                   |
|  | |

|  | Thiomargarita sp. clone SBC11, AY632420 (Golf von Mexiko)                 |
|  |                                                                           |
|  | Ca. Thiomargarita nelsonii, FR690931,FR690927,KU747080,FR690958,Ga0063879 |
|  |                                                                           |

|  | Thioploca ingrica, L40998 (Randersfjord, Dänemark) |
|  |                                                    |
|  | Ca. Isobeggiatoa divolgata, AF532769               |
|  |                                                    |

|  | Ca. Maribeggiatoa vulgaris, AF064543 |
|  | |
|  | Ca. Maribeggiatoa sp. 'Orange Guaymas', PRJNA19285 (alias Beggiatoa sp. 'Orange Guaymas', Filamentous hydrothermal vent bacterium, Guaymas-Becken) |
|  | |

|  | Thioploca ingrica, L40998 (Randersfjord, Dänemark) |
|  |                                                    |
|  | Ca. Isobeggiatoa divolgata, AF532769               |
|  |                                                    |

|  | Ca. Maribeggiatoa vulgaris, AF064543 |
|  | |
|  | Ca. Maribeggiatoa sp. 'Orange Guaymas', PRJNA19285 (alias Beggiatoa sp. 'Orange Guaymas', Filamentous hydrothermal vent bacterium, Guaymas-Becken) |
|  | |

|  | \| \| Thiomargarita sp. clone SBC11, AY632420 (Golf von Mexiko)[26] \| \| \| \| \| \| Ca. Thiomargarita nelsonii, FR690931,FR690927,KU747080,FR690958,Ga0063879 \| \| \| \| |
|  | |
|  | Thiomargarita namibiensis, AF129012,FR690896,FR690916,FN811663 |
|  | |
|  | Thiomargarita sp. clone SBC11, AY632420 (Golf von Mexiko) |
|  | |
|  | Ca. Thiomargarita nelsonii, FR690931,FR690927,KU747080,FR690958,Ga0063879                                                                                                   |
|  | |

|  | Thiomargarita sp. clone SBC11, AY632420 (Golf von Mexiko)                 |
|  |                                                                           |
|  | Ca. Thiomargarita nelsonii, FR690931,FR690927,KU747080,FR690958,Ga0063879 |
|  |                                                                           |

|  | Thioploca ingrica, L40998 (Randersfjord, Dänemark) |
|  |                                                    |
|  | Ca. Isobeggiatoa divolgata, AF532769               |
|  |                                                    |

|  | Ca. Maribeggiatoa vulgaris, AF064543 |
|  | |
|  | Ca. Maribeggiatoa sp. 'Orange Guaymas', PRJNA19285 (alias Beggiatoa sp. 'Orange Guaymas', Filamentous hydrothermal vent bacterium, Guaymas-Becken) |
|  | |

|  | Thioploca ingrica, L40998 (Randersfjord, Dänemark) |
|  |                                                    |
|  | Ca. Isobeggiatoa divolgata, AF532769               |
|  |                                                    |

|  | Ca. Maribeggiatoa vulgaris, AF064543 |
|  | |
|  | Ca. Maribeggiatoa sp. 'Orange Guaymas', PRJNA19285 (alias Beggiatoa sp. 'Orange Guaymas', Filamentous hydrothermal vent bacterium, Guaymas-Becken) |
|  | |

|  | Ca. Thiopilula aggregata, FR690973 |
|  |                                    |
|  | Ca. Thiophysa hinzei, FR690986     |
|  |                                    |

|  | \| \| Thiomargarita sp. clone SBC11, AY632420 (Golf von Mexiko)[26] \| \| \| \| \| \| Ca. Thiomargarita nelsonii, FR690931,FR690927,KU747080,FR690958,Ga0063879 \| \| \| \| |
|  | |
|  | Thiomargarita namibiensis, AF129012,FR690896,FR690916,FN811663 |
|  | |
|  | Thiomargarita sp. clone SBC11, AY632420 (Golf von Mexiko) |
|  | |
|  | Ca. Thiomargarita nelsonii, FR690931,FR690927,KU747080,FR690958,Ga0063879                                                                                                   |
|  | |

|  | Thiomargarita sp. clone SBC11, AY632420 (Golf von Mexiko)                 |
|  |                                                                           |
|  | Ca. Thiomargarita nelsonii, FR690931,FR690927,KU747080,FR690958,Ga0063879 |
|  |                                                                           |

|  | Thioploca ingrica, L40998 (Randersfjord, Dänemark) |
|  |                                                    |
|  | Ca. Isobeggiatoa divolgata, AF532769               |
|  |                                                    |

|  | Ca. Maribeggiatoa vulgaris, AF064543 |
|  | |
|  | Ca. Maribeggiatoa sp. 'Orange Guaymas', PRJNA19285 (alias Beggiatoa sp. 'Orange Guaymas', Filamentous hydrothermal vent bacterium, Guaymas-Becken) |
|  | |

|  | Thioploca ingrica, L40998 (Randersfjord, Dänemark) |
|  |                                                    |
|  | Ca. Isobeggiatoa divolgata, AF532769               |
|  |                                                    |

|  | Ca. Maribeggiatoa vulgaris, AF064543 |
|  | |
|  | Ca. Maribeggiatoa sp. 'Orange Guaymas', PRJNA19285 (alias Beggiatoa sp. 'Orange Guaymas', Filamentous hydrothermal vent bacterium, Guaymas-Becken) |
|  | |

|  | \| \| Thiomargarita sp. clone SBC11, AY632420 (Golf von Mexiko)[26] \| \| \| \| \| \| Ca. Thiomargarita nelsonii, FR690931,FR690927,KU747080,FR690958,Ga0063879 \| \| \| \| |
|  | |
|  | Thiomargarita namibiensis, AF129012,FR690896,FR690916,FN811663 |
|  | |
|  | Thiomargarita sp. clone SBC11, AY632420 (Golf von Mexiko) |
|  | |
|  | Ca. Thiomargarita nelsonii, FR690931,FR690927,KU747080,FR690958,Ga0063879                                                                                                   |
|  | |

|  | Thiomargarita sp. clone SBC11, AY632420 (Golf von Mexiko)                 |
|  |                                                                           |
|  | Ca. Thiomargarita nelsonii, FR690931,FR690927,KU747080,FR690958,Ga0063879 |
|  |                                                                           |

|  | Thioploca ingrica, L40998 (Randersfjord, Dänemark) |
|  |                                                    |
|  | Ca. Isobeggiatoa divolgata, AF532769               |
|  |                                                    |

|  | Ca. Maribeggiatoa vulgaris, AF064543 |
|  | |
|  | Ca. Maribeggiatoa sp. 'Orange Guaymas', PRJNA19285 (alias Beggiatoa sp. 'Orange Guaymas', Filamentous hydrothermal vent bacterium, Guaymas-Becken) |
|  | |

|  | Thioploca ingrica, L40998 (Randersfjord, Dänemark) |
|  |                                                    |
|  | Ca. Isobeggiatoa divolgata, AF532769               |
|  |                                                    |

|  | Ca. Maribeggiatoa vulgaris, AF064543 |
|  | |
|  | Ca. Maribeggiatoa sp. 'Orange Guaymas', PRJNA19285 (alias Beggiatoa sp. 'Orange Guaymas', Filamentous hydrothermal vent bacterium, Guaymas-Becken) |
|  | |

|  | Ca. Thiopilula aggregata, FR690973 |
|  |                                    |
|  | Ca. Thiophysa hinzei, FR690986     |
|  |                                    |

|  | \| \| Thiomargarita sp. clone SBC11, AY632420 (Golf von Mexiko)[26] \| \| \| \| \| \| Ca. Thiomargarita nelsonii, FR690931,FR690927,KU747080,FR690958,Ga0063879 \| \| \| \| |
|  | |
|  | Thiomargarita namibiensis, AF129012,FR690896,FR690916,FN811663 |
|  | |
|  | Thiomargarita sp. clone SBC11, AY632420 (Golf von Mexiko) |
|  | |
|  | Ca. Thiomargarita nelsonii, FR690931,FR690927,KU747080,FR690958,Ga0063879                                                                                                   |
|  | |

|  | Thiomargarita sp. clone SBC11, AY632420 (Golf von Mexiko)                 |
|  |                                                                           |
|  | Ca. Thiomargarita nelsonii, FR690931,FR690927,KU747080,FR690958,Ga0063879 |
|  |                                                                           |

|  | Thioploca ingrica, L40998 (Randersfjord, Dänemark) |
|  |                                                    |
|  | Ca. Isobeggiatoa divolgata, AF532769               |
|  |                                                    |

|  | Ca. Maribeggiatoa vulgaris, AF064543 |
|  | |
|  | Ca. Maribeggiatoa sp. 'Orange Guaymas', PRJNA19285 (alias Beggiatoa sp. 'Orange Guaymas', Filamentous hydrothermal vent bacterium, Guaymas-Becken) |
|  | |

|  | Thioploca ingrica, L40998 (Randersfjord, Dänemark) |
|  |                                                    |
|  | Ca. Isobeggiatoa divolgata, AF532769               |
|  |                                                    |

|  | Ca. Maribeggiatoa vulgaris, AF064543 |
|  | |
|  | Ca. Maribeggiatoa sp. 'Orange Guaymas', PRJNA19285 (alias Beggiatoa sp. 'Orange Guaymas', Filamentous hydrothermal vent bacterium, Guaymas-Becken) |
|  | |

|  | \| \| Thiomargarita sp. clone SBC11, AY632420 (Golf von Mexiko)[26] \| \| \| \| \| \| Ca. Thiomargarita nelsonii, FR690931,FR690927,KU747080,FR690958,Ga0063879 \| \| \| \| |
|  | |
|  | Thiomargarita namibiensis, AF129012,FR690896,FR690916,FN811663 |
|  | |
|  | Thiomargarita sp. clone SBC11, AY632420 (Golf von Mexiko) |
|  | |
|  | Ca. Thiomargarita nelsonii, FR690931,FR690927,KU747080,FR690958,Ga0063879                                                                                                   |
|  | |

|  | Thiomargarita sp. clone SBC11, AY632420 (Golf von Mexiko)                 |
|  |                                                                           |
|  | Ca. Thiomargarita nelsonii, FR690931,FR690927,KU747080,FR690958,Ga0063879 |
|  |                                                                           |

|  | Thioploca ingrica, L40998 (Randersfjord, Dänemark) |
|  |                                                    |
|  | Ca. Isobeggiatoa divolgata, AF532769               |
|  |                                                    |

|  | Ca. Maribeggiatoa vulgaris, AF064543 |
|  | |
|  | Ca. Maribeggiatoa sp. 'Orange Guaymas', PRJNA19285 (alias Beggiatoa sp. 'Orange Guaymas', Filamentous hydrothermal vent bacterium, Guaymas-Becken) |
|  | |

|  | Thioploca ingrica, L40998 (Randersfjord, Dänemark) |
|  |                                                    |
|  | Ca. Isobeggiatoa divolgata, AF532769               |
|  |                                                    |

|  | Ca. Maribeggiatoa vulgaris, AF064543 |
|  | |
|  | Ca. Maribeggiatoa sp. 'Orange Guaymas', PRJNA19285 (alias Beggiatoa sp. 'Orange Guaymas', Filamentous hydrothermal vent bacterium, Guaymas-Becken) |
|  | |

|  | Ca. Thiopilula aggregata, FR690973 |
|  |                                    |
|  | Ca. Thiophysa hinzei, FR690986     |
|  |                                    |

|  | \| \| Thiomargarita sp. clone SBC11, AY632420 (Golf von Mexiko)[26] \| \| \| \| \| \| Ca. Thiomargarita nelsonii, FR690931,FR690927,KU747080,FR690958,Ga0063879 \| \| \| \| |
|  | |
|  | Thiomargarita namibiensis, AF129012,FR690896,FR690916,FN811663 |
|  | |
|  | Thiomargarita sp. clone SBC11, AY632420 (Golf von Mexiko) |
|  | |
|  | Ca. Thiomargarita nelsonii, FR690931,FR690927,KU747080,FR690958,Ga0063879                                                                                                   |
|  | |

|  | Thiomargarita sp. clone SBC11, AY632420 (Golf von Mexiko)                 |
|  |                                                                           |
|  | Ca. Thiomargarita nelsonii, FR690931,FR690927,KU747080,FR690958,Ga0063879 |
|  |                                                                           |

|  | Thioploca ingrica, L40998 (Randersfjord, Dänemark) |
|  |                                                    |
|  | Ca. Isobeggiatoa divolgata, AF532769               |
|  |                                                    |

|  | Ca. Maribeggiatoa vulgaris, AF064543 |
|  | |
|  | Ca. Maribeggiatoa sp. 'Orange Guaymas', PRJNA19285 (alias Beggiatoa sp. 'Orange Guaymas', Filamentous hydrothermal vent bacterium, Guaymas-Becken) |
|  | |

|  | Thioploca ingrica, L40998 (Randersfjord, Dänemark) |
|  |                                                    |
|  | Ca. Isobeggiatoa divolgata, AF532769               |
|  |                                                    |

|  | Ca. Maribeggiatoa vulgaris, AF064543 |
|  | |
|  | Ca. Maribeggiatoa sp. 'Orange Guaymas', PRJNA19285 (alias Beggiatoa sp. 'Orange Guaymas', Filamentous hydrothermal vent bacterium, Guaymas-Becken) |
|  | |

|  | \| \| Thiomargarita sp. clone SBC11, AY632420 (Golf von Mexiko)[26] \| \| \| \| \| \| Ca. Thiomargarita nelsonii, FR690931,FR690927,KU747080,FR690958,Ga0063879 \| \| \| \| |
|  | |
|  | Thiomargarita namibiensis, AF129012,FR690896,FR690916,FN811663 |
|  | |
|  | Thiomargarita sp. clone SBC11, AY632420 (Golf von Mexiko) |
|  | |
|  | Ca. Thiomargarita nelsonii, FR690931,FR690927,KU747080,FR690958,Ga0063879                                                                                                   |
|  | |

|  | Thiomargarita sp. clone SBC11, AY632420 (Golf von Mexiko)                 |
|  |                                                                           |
|  | Ca. Thiomargarita nelsonii, FR690931,FR690927,KU747080,FR690958,Ga0063879 |
|  |                                                                           |

|  | Thioploca ingrica, L40998 (Randersfjord, Dänemark) |
|  |                                                    |
|  | Ca. Isobeggiatoa divolgata, AF532769               |
|  |                                                    |

|  | Ca. Maribeggiatoa vulgaris, AF064543 |
|  | |
|  | Ca. Maribeggiatoa sp. 'Orange Guaymas', PRJNA19285 (alias Beggiatoa sp. 'Orange Guaymas', Filamentous hydrothermal vent bacterium, Guaymas-Becken) |
|  | |

|  | Thioploca ingrica, L40998 (Randersfjord, Dänemark) |
|  |                                                    |
|  | Ca. Isobeggiatoa divolgata, AF532769               |
|  |                                                    |

|  | Ca. Maribeggiatoa vulgaris, AF064543 |
|  | |
|  | Ca. Maribeggiatoa sp. 'Orange Guaymas', PRJNA19285 (alias Beggiatoa sp. 'Orange Guaymas', Filamentous hydrothermal vent bacterium, Guaymas-Becken) |
|  | |

|  | Ca. Thiopilula aggregata, FR690973 |
|  |                                    |
|  | Ca. Thiophysa hinzei, FR690986     |
|  |                                    |

|  | \| \| Thiomargarita sp. clone SBC11, AY632420 (Golf von Mexiko)[26] \| \| \| \| \| \| Ca. Thiomargarita nelsonii, FR690931,FR690927,KU747080,FR690958,Ga0063879 \| \| \| \| |
|  | |
|  | Thiomargarita namibiensis, AF129012,FR690896,FR690916,FN811663 |
|  | |
|  | Thiomargarita sp. clone SBC11, AY632420 (Golf von Mexiko) |
|  | |
|  | Ca. Thiomargarita nelsonii, FR690931,FR690927,KU747080,FR690958,Ga0063879                                                                                                   |
|  | |

|  | Thiomargarita sp. clone SBC11, AY632420 (Golf von Mexiko)                 |
|  |                                                                           |
|  | Ca. Thiomargarita nelsonii, FR690931,FR690927,KU747080,FR690958,Ga0063879 |
|  |                                                                           |

|  | Thioploca ingrica, L40998 (Randersfjord, Dänemark) |
|  |                                                    |
|  | Ca. Isobeggiatoa divolgata, AF532769               |
|  |                                                    |

|  | Ca. Maribeggiatoa vulgaris, AF064543 |
|  | |
|  | Ca. Maribeggiatoa sp. 'Orange Guaymas', PRJNA19285 (alias Beggiatoa sp. 'Orange Guaymas', Filamentous hydrothermal vent bacterium, Guaymas-Becken) |
|  | |

|  | Thioploca ingrica, L40998 (Randersfjord, Dänemark) |
|  |                                                    |
|  | Ca. Isobeggiatoa divolgata, AF532769               |
|  |                                                    |

|  | Ca. Maribeggiatoa vulgaris, AF064543 |
|  | |
|  | Ca. Maribeggiatoa sp. 'Orange Guaymas', PRJNA19285 (alias Beggiatoa sp. 'Orange Guaymas', Filamentous hydrothermal vent bacterium, Guaymas-Becken) |
|  | |

|  | \| \| Thiomargarita sp. clone SBC11, AY632420 (Golf von Mexiko)[26] \| \| \| \| \| \| Ca. Thiomargarita nelsonii, FR690931,FR690927,KU747080,FR690958,Ga0063879 \| \| \| \| |
|  | |
|  | Thiomargarita namibiensis, AF129012,FR690896,FR690916,FN811663 |
|  | |
|  | Thiomargarita sp. clone SBC11, AY632420 (Golf von Mexiko) |
|  | |
|  | Ca. Thiomargarita nelsonii, FR690931,FR690927,KU747080,FR690958,Ga0063879                                                                                                   |
|  | |

|  | Thiomargarita sp. clone SBC11, AY632420 (Golf von Mexiko)                 |
|  |                                                                           |
|  | Ca. Thiomargarita nelsonii, FR690931,FR690927,KU747080,FR690958,Ga0063879 |
|  |                                                                           |

|  | Thioploca ingrica, L40998 (Randersfjord, Dänemark) |
|  |                                                    |
|  | Ca. Isobeggiatoa divolgata, AF532769               |
|  |                                                    |

|  | Ca. Maribeggiatoa vulgaris, AF064543 |
|  | |
|  | Ca. Maribeggiatoa sp. 'Orange Guaymas', PRJNA19285 (alias Beggiatoa sp. 'Orange Guaymas', Filamentous hydrothermal vent bacterium, Guaymas-Becken) |
|  | |

|  | Thioploca ingrica, L40998 (Randersfjord, Dänemark) |
|  |                                                    |
|  | Ca. Isobeggiatoa divolgata, AF532769               |
|  |                                                    |

|  | Ca. Maribeggiatoa vulgaris, AF064543 |
|  | |
|  | Ca. Maribeggiatoa sp. 'Orange Guaymas', PRJNA19285 (alias Beggiatoa sp. 'Orange Guaymas', Filamentous hydrothermal vent bacterium, Guaymas-Becken) |
|  | |

|  | Ca. Thiopilula aggregata, FR690973 |
|  |                                    |
|  | Ca. Thiophysa hinzei, FR690986     |
|  |                                    |

|  | \| \| Thiomargarita sp. clone SBC11, AY632420 (Golf von Mexiko)[26] \| \| \| \| \| \| Ca. Thiomargarita nelsonii, FR690931,FR690927,KU747080,FR690958,Ga0063879 \| \| \| \| |
|  | |
|  | Thiomargarita namibiensis, AF129012,FR690896,FR690916,FN811663 |
|  | |
|  | Thiomargarita sp. clone SBC11, AY632420 (Golf von Mexiko) |
|  | |
|  | Ca. Thiomargarita nelsonii, FR690931,FR690927,KU747080,FR690958,Ga0063879                                                                                                   |
|  | |

|  | Thiomargarita sp. clone SBC11, AY632420 (Golf von Mexiko)                 |
|  |                                                                           |
|  | Ca. Thiomargarita nelsonii, FR690931,FR690927,KU747080,FR690958,Ga0063879 |
|  |                                                                           |

|  | Thioploca ingrica, L40998 (Randersfjord, Dänemark) |
|  |                                                    |
|  | Ca. Isobeggiatoa divolgata, AF532769               |
|  |                                                    |

|  | Ca. Maribeggiatoa vulgaris, AF064543 |
|  | |
|  | Ca. Maribeggiatoa sp. 'Orange Guaymas', PRJNA19285 (alias Beggiatoa sp. 'Orange Guaymas', Filamentous hydrothermal vent bacterium, Guaymas-Becken) |
|  | |

|  | Thioploca ingrica, L40998 (Randersfjord, Dänemark) |
|  |                                                    |
|  | Ca. Isobeggiatoa divolgata, AF532769               |
|  |                                                    |

|  | Ca. Maribeggiatoa vulgaris, AF064543 |
|  | |
|  | Ca. Maribeggiatoa sp. 'Orange Guaymas', PRJNA19285 (alias Beggiatoa sp. 'Orange Guaymas', Filamentous hydrothermal vent bacterium, Guaymas-Becken) |
|  | |

|  | \| \| Thiomargarita sp. clone SBC11, AY632420 (Golf von Mexiko)[26] \| \| \| \| \| \| Ca. Thiomargarita nelsonii, FR690931,FR690927,KU747080,FR690958,Ga0063879 \| \| \| \| |
|  | |
|  | Thiomargarita namibiensis, AF129012,FR690896,FR690916,FN811663 |
|  | |
|  | Thiomargarita sp. clone SBC11, AY632420 (Golf von Mexiko) |
|  | |
|  | Ca. Thiomargarita nelsonii, FR690931,FR690927,KU747080,FR690958,Ga0063879                                                                                                   |
|  | |

|  | Thiomargarita sp. clone SBC11, AY632420 (Golf von Mexiko)                 |
|  |                                                                           |
|  | Ca. Thiomargarita nelsonii, FR690931,FR690927,KU747080,FR690958,Ga0063879 |
|  |                                                                           |

|  | Thioploca ingrica, L40998 (Randersfjord, Dänemark) |
|  |                                                    |
|  | Ca. Isobeggiatoa divolgata, AF532769               |
|  |                                                    |

|  | Ca. Maribeggiatoa vulgaris, AF064543 |
|  | |
|  | Ca. Maribeggiatoa sp. 'Orange Guaymas', PRJNA19285 (alias Beggiatoa sp. 'Orange Guaymas', Filamentous hydrothermal vent bacterium, Guaymas-Becken) |
|  | |

|  | Thioploca ingrica, L40998 (Randersfjord, Dänemark) |
|  |                                                    |
|  | Ca. Isobeggiatoa divolgata, AF532769               |
|  |                                                    |

|  | Ca. Maribeggiatoa vulgaris, AF064543 |
|  | |
|  | Ca. Maribeggiatoa sp. 'Orange Guaymas', PRJNA19285 (alias Beggiatoa sp. 'Orange Guaymas', Filamentous hydrothermal vent bacterium, Guaymas-Becken) |
|  | |

|  | Ca. Thiopilula aggregata, FR690973 |
|  |                                    |
|  | Ca. Thiophysa hinzei, FR690986     |
|  |                                    |

|  | \| \| Thiomargarita sp. clone SBC11, AY632420 (Golf von Mexiko)[26] \| \| \| \| \| \| Ca. Thiomargarita nelsonii, FR690931,FR690927,KU747080,FR690958,Ga0063879 \| \| \| \| |
|  | |
|  | Thiomargarita namibiensis, AF129012,FR690896,FR690916,FN811663 |
|  | |
|  | Thiomargarita sp. clone SBC11, AY632420 (Golf von Mexiko) |
|  | |
|  | Ca. Thiomargarita nelsonii, FR690931,FR690927,KU747080,FR690958,Ga0063879                                                                                                   |
|  | |

|  | Thiomargarita sp. clone SBC11, AY632420 (Golf von Mexiko)                 |
|  |                                                                           |
|  | Ca. Thiomargarita nelsonii, FR690931,FR690927,KU747080,FR690958,Ga0063879 |
|  |                                                                           |

|  | Thioploca ingrica, L40998 (Randersfjord, Dänemark) |
|  |                                                    |
|  | Ca. Isobeggiatoa divolgata, AF532769               |
|  |                                                    |

|  | Ca. Maribeggiatoa vulgaris, AF064543 |
|  | |
|  | Ca. Maribeggiatoa sp. 'Orange Guaymas', PRJNA19285 (alias Beggiatoa sp. 'Orange Guaymas', Filamentous hydrothermal vent bacterium, Guaymas-Becken) |
|  | |

|  | Thioploca ingrica, L40998 (Randersfjord, Dänemark) |
|  |                                                    |
|  | Ca. Isobeggiatoa divolgata, AF532769               |
|  |                                                    |

|  | Ca. Maribeggiatoa vulgaris, AF064543 |
|  | |
|  | Ca. Maribeggiatoa sp. 'Orange Guaymas', PRJNA19285 (alias Beggiatoa sp. 'Orange Guaymas', Filamentous hydrothermal vent bacterium, Guaymas-Becken) |
|  | |

|  | \| \| Thiomargarita sp. clone SBC11, AY632420 (Golf von Mexiko)[26] \| \| \| \| \| \| Ca. Thiomargarita nelsonii, FR690931,FR690927,KU747080,FR690958,Ga0063879 \| \| \| \| |
|  | |
|  | Thiomargarita namibiensis, AF129012,FR690896,FR690916,FN811663 |
|  | |
|  | Thiomargarita sp. clone SBC11, AY632420 (Golf von Mexiko) |
|  | |
|  | Ca. Thiomargarita nelsonii, FR690931,FR690927,KU747080,FR690958,Ga0063879                                                                                                   |
|  | |

|  | Thiomargarita sp. clone SBC11, AY632420 (Golf von Mexiko)                 |
|  |                                                                           |
|  | Ca. Thiomargarita nelsonii, FR690931,FR690927,KU747080,FR690958,Ga0063879 |
|  |                                                                           |

|  | Thioploca ingrica, L40998 (Randersfjord, Dänemark) |
|  |                                                    |
|  | Ca. Isobeggiatoa divolgata, AF532769               |
|  |                                                    |

|  | Ca. Maribeggiatoa vulgaris, AF064543 |
|  | |
|  | Ca. Maribeggiatoa sp. 'Orange Guaymas', PRJNA19285 (alias Beggiatoa sp. 'Orange Guaymas', Filamentous hydrothermal vent bacterium, Guaymas-Becken) |
|  | |

|  | Thioploca ingrica, L40998 (Randersfjord, Dänemark) |
|  |                                                    |
|  | Ca. Isobeggiatoa divolgata, AF532769               |
|  |                                                    |

|  | Ca. Maribeggiatoa vulgaris, AF064543 |
|  | |
|  | Ca. Maribeggiatoa sp. 'Orange Guaymas', PRJNA19285 (alias Beggiatoa sp. 'Orange Guaymas', Filamentous hydrothermal vent bacterium, Guaymas-Becken) |
|  | |

|  | Ca. Thiopilula aggregata, FR690973 |
|  |                                    |
|  | Ca. Thiophysa hinzei, FR690986     |
|  |                                    |

|  | \| \| Thiomargarita sp. clone SBC11, AY632420 (Golf von Mexiko)[26] \| \| \| \| \| \| Ca. Thiomargarita nelsonii, FR690931,FR690927,KU747080,FR690958,Ga0063879 \| \| \| \| |
|  | |
|  | Thiomargarita namibiensis, AF129012,FR690896,FR690916,FN811663 |
|  | |
|  | Thiomargarita sp. clone SBC11, AY632420 (Golf von Mexiko) |
|  | |
|  | Ca. Thiomargarita nelsonii, FR690931,FR690927,KU747080,FR690958,Ga0063879                                                                                                   |
|  | |

|  | Thiomargarita sp. clone SBC11, AY632420 (Golf von Mexiko)                 |
|  |                                                                           |
|  | Ca. Thiomargarita nelsonii, FR690931,FR690927,KU747080,FR690958,Ga0063879 |
|  |                                                                           |

|  | Thioploca ingrica, L40998 (Randersfjord, Dänemark) |
|  |                                                    |
|  | Ca. Isobeggiatoa divolgata, AF532769               |
|  |                                                    |

|  | Ca. Maribeggiatoa vulgaris, AF064543 |
|  | |
|  | Ca. Maribeggiatoa sp. 'Orange Guaymas', PRJNA19285 (alias Beggiatoa sp. 'Orange Guaymas', Filamentous hydrothermal vent bacterium, Guaymas-Becken) |
|  | |

|  | Thioploca ingrica, L40998 (Randersfjord, Dänemark) |
|  |                                                    |
|  | Ca. Isobeggiatoa divolgata, AF532769               |
|  |                                                    |

|  | Ca. Maribeggiatoa vulgaris, AF064543 |
|  | |
|  | Ca. Maribeggiatoa sp. 'Orange Guaymas', PRJNA19285 (alias Beggiatoa sp. 'Orange Guaymas', Filamentous hydrothermal vent bacterium, Guaymas-Becken) |
|  | |

|  | \| \| Thiomargarita sp. clone SBC11, AY632420 (Golf von Mexiko)[26] \| \| \| \| \| \| Ca. Thiomargarita nelsonii, FR690931,FR690927,KU747080,FR690958,Ga0063879 \| \| \| \| |
|  | |
|  | Thiomargarita namibiensis, AF129012,FR690896,FR690916,FN811663 |
|  | |
|  | Thiomargarita sp. clone SBC11, AY632420 (Golf von Mexiko) |
|  | |
|  | Ca. Thiomargarita nelsonii, FR690931,FR690927,KU747080,FR690958,Ga0063879                                                                                                   |
|  | |

|  | Thiomargarita sp. clone SBC11, AY632420 (Golf von Mexiko)                 |
|  |                                                                           |
|  | Ca. Thiomargarita nelsonii, FR690931,FR690927,KU747080,FR690958,Ga0063879 |
|  |                                                                           |

|  | Thioploca ingrica, L40998 (Randersfjord, Dänemark) |
|  |                                                    |
|  | Ca. Isobeggiatoa divolgata, AF532769               |
|  |                                                    |

|  | Ca. Maribeggiatoa vulgaris, AF064543 |
|  | |
|  | Ca. Maribeggiatoa sp. 'Orange Guaymas', PRJNA19285 (alias Beggiatoa sp. 'Orange Guaymas', Filamentous hydrothermal vent bacterium, Guaymas-Becken) |
|  | |

|  | Thioploca ingrica, L40998 (Randersfjord, Dänemark) |
|  |                                                    |
|  | Ca. Isobeggiatoa divolgata, AF532769               |
|  |                                                    |

|  | Ca. Maribeggiatoa vulgaris, AF064543 |
|  | |
|  | Ca. Maribeggiatoa sp. 'Orange Guaymas', PRJNA19285 (alias Beggiatoa sp. 'Orange Guaymas', Filamentous hydrothermal vent bacterium, Guaymas-Becken) |
|  | |

|  | Ca. Thiopilula aggregata, FR690973 |
|  |                                    |
|  | Ca. Thiophysa hinzei, FR690986     |
|  |                                    |

|                                                 | Beggiatoa s. , AF110275,AF110274,GA0068239_11187,GU117706 |
|                                                 |                                                           |
|                                                 | Ca. Allobeggiatoa halophila, EU919200                     |
|                                                 |                                                           |
|                                                 | Thiotrichaceae bacterium KB-A, FJ799356                   |
|                                                 |                                                           |
|                                                 | Uncultured bacterium clone CF-25, FJ535296                |
| Vorlage:Klade/Wartung/3 Vorlage:Klade/Wartung/4 |                                                           |

Wie ersichtlich stellt dieses Kladogramm in guter Übereinstimmung die Familie Beggiatoaceae im Sinn der GTDB dar. 
Die Übereinstimmung wird noch größer, wenn man die Gattung Halobeggiatoa sowie die Spezies Thiotrichaceae bacterium KB-A und Uncultured bacterium clone CF-25 – alle drei nur bei NCBI gelistet – ebenfalls dieser aus den Thiotrichaceae ausgegliederte Familie zuschlägt.